# Interporto di Catania Bicocca
L'Interporto di Catania Bicocca, gestito da S.I.S. (Società Interporti Siciliani S.p.A.), è un grande complesso intermodale in parte costruito e in parte in costruzione nell'area posta a sud della città di Catania tra la stazione di Bicocca e la Zona industriale di Catania.
Occupa (a lavori ultimati) un'area complessiva di 212.000 metri quadrati. La superficie dell'interporto è divisa in 166.000 metri quadrati del Polo Logistico e 46.000 metri quadrati dell'Area di sosta collegati anche con strada dedicata allo scalo di Bicocca connesso alla linea Messina-Catania-Siracusa.
L'interporto presenta connessioni con la Tangenziale di Catania che garantisce il collegamento con la rete stradale e autostradale, con il Porto di Catania e con l'Aeroporto di Fontanarossa. L'area specifica destinata al Polo Intermodale, dell'estensione di 125.000 metri quadrati, è delimitata dal fascio di binari a sud-est della stazione di Bicocca, dalla Tangenziale di Catania a sud-ovest e dalla linea ferroviaria Catania-Palermo a nord-ovest.

## Storia
Il progetto dell'Interporto di Catania Bicocca nasce da tutta una lunga serie di progetti e interventi di pianificazione (ma anche di lunghi rinvii, sospensioni, richieste di modifica progettuale) a livelli europeo, nazionale e regionale: venne previsto inizialmente nel Piano Generale dei Trasporti (PGT) del 1986; l'interporto infatti perseguiva la finalità di copertura dell'intera area siciliana sud-orientale (da Catania a Siracusa).
Venne successivamente incluso tra gli interporti giudicati di interesse nazionale e ammesso al finanziamento ai sensi della legge 240 del 4 agosto 1990, concernente gli Interventi dello Stato per la realizzazione di interporti finalizzati al trasporto merci e in favore della intermodalità.
In seguito fu incluso:
- nel Piano Quinquennale degli Interporti dell'aprile del 1991;
- nella deliberazione CIPET del 7 aprile 1993;
- nel D.L. n° 98 del 1º aprile 1995 Interventi urgenti in materia di trasporti, convertito in legge n° 204/95 in funzione di cui la progettazione definitiva ed esecutiva venne affidata, alla Italferr SpA;
- nelle delibere attuative della legge obbiettivo del 21 dicembre 2001, n. 443.

Il CIPE nel settembre del 2003 deliberava che il progetto, rivisitato alla luce delle indicazioni emerse nella Conferenza dei servizi dell'aprile 2003 e approvato nel settembre 2003
dalla Commissione dei lavori pubblici della Regione Siciliana desse luogo all'espletamento delle gare d'appalto per la costruzione dei lotti costituiti dall'area di sosta/polo logistico, polo intermodale e polo logistico tra novembre 2003 e ottobre 2004, appalto aggiudicato alla società “Interporto di Catania S.p.A.”.
Il 23 giugno 2008 il presidente della Regione Siciliana Raffaele Lombardo siglava, con il Ministero delle infrastrutture e dei trasporti, il Ministero dello sviluppo economico e la Società Interporti Siciliani, il II Accordo di programma quadro per il trasporto delle merci e la logistica che sbloccava risorse per 113 milioni di euro per l'interporto di Catania Bicocca (e 78 per l'interporto di Termini Imerese), programmando inoltre il terzo e quarto lotto (Polo intermodale e strada di collegamento). 
La prima area di sosta per 98 autoarticolati del polo logistico, già realizzata, è stata inaugurata il 16 aprile 2010 con la presenza dei sottosegretari ai Trasporti, Giachino, alle Infrastrutture e ai Trasporti, Reina, del Presidente della Regione Siciliana, Lombardo e del presidente della Società degli Interporti siciliani SpA, De Dominicis; rappresenta un primo passo in vista dell'entrata in funzione dell'impianto in relazione all'intermodalità ruota-rotaia.

## Localizzazione
- Visione prospettica della localizzazione nel Sito ufficiale Società (JPG), su interporti.sicilia.it. URL consultato il 27 ottobre 2009 (archiviato dall'url originale il 4 marzo 2016).